# Kageyama Masanaga
Kageyama Masanaga (sinh ngày 23 tháng 5 năm 1967) là một cựu cầu thủ và huấn luyện viên bóng đá người Nhật Bản. Ông từng dẫn dắt Đội tuyển bóng đá quốc gia Ma Cao từ 2006-2008.